# Ufukoni
Ufukoni ist ein Verwaltungsbezirk (Ward) des Distrikts Mtwara (MC) in der tansanischen Region Mtwara.

## Geografie
Ufukoni liegt im Südosten von Tansania, es ist der südwestliche Stadtbezirk der Regionshauptstadt Mtwara. Er grenzt im Nordosten an Magomeni, im Osten an Mtawanya, im Süden an Naliendele, im Westen an Magengeni und Mitengo und im Nordwesten an den Indischen Ozean. Bei der Volkszählung 2022 lebten 22.352 Menschen in 6534 Haushalten auf einer Fläche von 16 Quadratkilometern.

## Gliederung
Der Bezirk besteht aus fünf Stadtteilen (Mtaa):
- Ufukoni Standi
- Chundi
- Mbae Mashariki
- Mbae Magharibi
- Mianzini

## Infrastruktur
- Bildung: Im Bezirk gibt es zwei weiterführende Schulen.[8] Die Sino-Tanzania-Friendship Secondary School ist eine staatliche koedukative Schule mit einer Ausbildung bis zur 4. Stufe. Die Aquinas Secondary School ist eine von der römisch-katholischen Kirche geführte Schule, die eine Ausbildung bis zur 6. Stufe für Tages- und Internatsschüler anbietet.[9]
- Gesundheit: In Ufukoni gibt es ein staatliches Gesundheitszentrum.[10]